# 大久保信

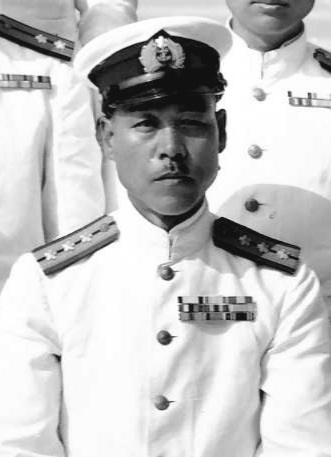

大久保 信（おおくぼ しん、1895年（明治28年）4月25日 - 1944年（昭和19年）4月1日）は、日本の海軍軍人、医師。最終階級は海軍軍医少将。海軍乙事件により遭難、殉職。

## 履歴
1895年（明治28年）、神奈川県に生まれる。1917年（大正6年）に千葉医学専門学校に在学中のまま海軍軍医学生になる。翌1918年（大正7年）5月、卒業。海軍少軍医となり海軍軍医学校で乙種学生として学び、霧島乗組になる。その後、駒橋、迅鯨、磐手、高雄の軍医長などを歴任する。
1942年（昭和17年）に海軍省医務局第一課長に就任、同年12月に南東方面艦隊軍医長に就任した。
翌1943年（昭和18年）4月連合艦隊司令長官山本五十六らが乗った一式陸攻が敵戦闘機P-38に撃墜される事件があり（海軍甲事件）、大久保は山本らの検死に立ち会った。
5月に同事件で戦死した高田六郎の後任の連合艦隊軍医長に就任した。翌年3月パラオ大空襲により連合艦隊司令部をパラオからフィリピンのダバオへ二式大艇に乗って移動中に暴風雨に巻き込まれ、搭乗機は遭難した（海軍乙事件）。後日遭難による殉職と認定された。殉職後、海軍軍医少将に特進した。

## 参考資料
- 外山操編『陸海軍将官人事総覧 海軍篇』芙蓉書房出版、1981年。
- 福川秀樹『日本海軍将官辞典』芙蓉書房出版、2000年。